# Pleurotomella hypermnestra
Pleurotomella hypermnestra é uma espécie de gastrópode do gênero Pleurotomella, pertencente a família Raphitomidae.